# Nucellicola holmanae
Nucellicola holmanae is een eenoogkreeftjessoort uit de familie van de Chitonophilidae. De wetenschappelijke naam van de soort is voor het eerst geldig gepubliceerd in 1996 door Lamb, Boxshall, Mill & Grahame.